# Klorheksidin
Klorheksidín je razkužilo in antiseptik iz skupine halogeniranih fenolov. Učinkovit je proti grampozitivnim in gramnegativnim mikroorganizmom. Uporablja se med drugim za predoperacijsko razkuževanje rok, kože, sluznic, v ustnih vodah, pri endodontskem zdravljenju, za razkuževanje kirurških instrumentov, čiščenje ran, preprečevanje zobnih oblog, zdravljenje glivnih okužb v ustni votlini ter vstavljanje urinarnih katetrov. Uporablja se v obliki raztopin (z alkoholom, vodo ali z dodatkom površinsko aktivnih snovi) in praškov.
Med neželenimi učinki klorheksidina so draženje kože, razbarvanje sklenine in povzročitev preobčutljivostne reakcije. Pri neposrednem stiku z očesom lahko deluje škodljivo. Podatki kažejo, da je uporaba med nosečnostjo varna. Učinkovit je proti širokemu spektru mikroorganizmov, vendar ne inaktivira spor.
Klorheksidin so v medicinske namene pričeli uporabljati v 50-ih letih dvajsetega stoletja. Uvrščen je na seznam osnovnih zdravil Svetovne zdravstvene organizacije, ki zajema najučinkovitejša in najvarnejša zdravila, bistvena za opravljanje zdravstvenega varstva. Na voljo je tudi v izdelkih v prosti prodaji.